# World War Z (videojuego)
World War Z es un videojuego perteneciente al género de Disparos en tercera persona y Survival Horror, desarrollado por Saber Interactive y distribuido por Focus Home Interactive, para las plataformas PlayStation 4, Xbox One, Microsoft Windows y posteriormente para Nintendo Switch. Está basado en la novela y la película homónimas, y fue lanzado el 16 de abril de 2019.
El videojuego tiene un sistema cooperativo para cuatro jugadores, aunque también se puede jugar en solitario. El objetivo principal es sobrevivir a un apocalipsis zombi.

## Jugabilidad
Los jugadores tienen que afrontar diferentes misiones, como rescatar supervivientes en diferentes lugares del mundo, incluyendo Jerusalén, Nueva York, Moscú, Francia, Italia, Tokio, Kamchatka, EE.UU y otras localizaciones inspiradas en los escenarios de la película. El jugador tiene que enfrentarse a los zombis y no basta con huir. Para ello, puede hacer explotar vehículos, romper partes del escenario para influir en la ruta de los enemigos e incluso montar barricadas para asegurar zonas.

## Trama

### Nueva York
Capitulo 1
En el año 2016, una pandemia zombi se extiende a los Estados Unidos y a sus ciudades, entre ellas, la ciudad de Nueva York, siendo devastadas por las hordas de infectados. En medio del caos, un grupo de cuatro sobrevivientes neoyorquinos no logra llegar a un punto de evacuación establecido por el Ejército de los EE. UU., por lo que se ven obligados a salir de su refugio ubicado en lo más alto de un centro comercial para volver a las calles en busca de provisiones. Pronto son contactados por otro grupo de sobrevivientes que han adquirido un tren subterráneo que los llevará a otro lugar de evacuación. El grupo logra llegar al tren y ayuda a prepararlo para la partida mientras lucha contra enjambres de zombis que intentan invadir el tren. 
Capitulo 2
Aunque logran poner en marcha el tren, son detenidos por una puerta sellada que anteriormente estaba atendida por otros sobrevivientes que debían abrirla a su llegada. 
Capitulo 3
Después de abrir la puerta sellada, el grupo se abre camino hasta el último lugar de evacuación del Ejército, pero descubre que todos los barcos se han ido y los soldados y supervivientes restantes han muerto. Al encontrar un bote sujeto a un cabrestante, el grupo intenta desesperadamente llevarlo a tierra como su última oportunidad de escapar mientras luchan contra una enorme horda de zombis. Después de abordar el barco, los supervivientes abandonan Nueva York.
Capitulo 4
En algún lugar del camino, el barco se queda sin combustible y los supervivientes vuelven a quedar varados en una ciudad infestada de zombis. Eventualmente se encuentran con otro sitio de evacuación aún ocupado por el Ejército y lleno de civiles heridos. Con la ayuda de una cañonera, el grupo intenta desesperadamente defender el sitio sitiado de múltiples hordas mientras los soldados evacuan a los civiles. Las cosas mejoran cuando llega la Fuerza Aérea y destruye las hordas restantes, permitiendo que todos los demás escapen en helicópteros.

### Jerusalén
Capitulo 1
Un grupo de soldados y un periodista tienen la tarea de rescatar a un científico a quien el alto mando considera crucial para poner fin a la epidemia de zombis. 
Capitulo 2
Los soldados logran rescatar al científico, quien les revela que era parte de un equipo que desarrollaba un cañón orbital experimental que se puede usar para acabar con grandes enjambres de zombis de un solo disparo. 
Capitulo 3
Luego, los soldados acompañan al médico a la instalación donde se puede disparar el arma y logran protegerlo el tiempo suficiente para activar el arma y escapar. Mientras vuela lejos de la instalación, el grupo es testigo de la devastadora potencia de fuego del cañón orbital, que acaba con un gran enjambre de zombis que invadió la instalación.

### Moscú
Capitulo 1
Un grupo de supervivientes que buscan comida es testigo del accidente de un helicóptero militar ruso y se moviliza para salvar a los supervivientes. Cuando llegan al lugar del accidente, solo encuentran a una sobreviviente, una oficial del ejército ruso, y luchan contra un enjambre masivo que intenta invadir el lugar del accidente. 
Capitulo 2
Después de defenderse de los zombis, el oficial solicita la ayuda de los grupos para activar un agente nervioso por todo Moscú, el cual es letal tanto para los humanos como para los zombis. El plan es evacuar a los supervivientes que aún estén vivos en la ciudad y matar a todos los zombis en Moscú, pero el agente nervioso dejará Moscú inhabitable durante seis meses. 
Capitulo 3
Después de enviar una señal para advertir a todos los supervivientes que deben evacuar antes de que se libere el agente nervioso, el grupo se infiltra en una instalación secreta donde puedan liberarlo. Lo lanzaron con éxito en todo Moscú, matando a todos los zombis de la ciudad. 
Capitulo 4
Cinco días después de quedar varados en el búnker, el grupo cree que han sido abandonados, pero restablecen una conexión con el oficial que les dice que pongan gas en los túneles para matar a los zombis que se esconden en el interior. Poco después, el ejército ruso llega y evacua al grupo de la estación ya que está siendo atacado por múltiples hordas de zombis.

### Tokio
Capitulo 1
Tras el brote, todo Japón está siendo evacuado. Un equipo de rescate voluntario termina una revisión final de sobrevivientes en la ciudad y ayuda a escoltar un autobús de sobrevivientes a un puesto de control militar. 
Capitulo 2
Luego, el equipo tiene la tarea de ayudar a defender un gran crucero que es el único transporte de evacuación que queda. El equipo logra contener un enjambre masivo destruyendo una gran instalación de combustible que actúa como un muro de fuego y logra llegar al crucero a tiempo cuando sale de Japón. 
Capitulo 3
Sin embargo, algunos de los infectados han subido a bordo debido a operaciones de detección deficientes y apresuradas, lo que hace que el barco esté en peligro de ser invadido a medida que se propaga la infección. El equipo ayuda a los militares a repeler y finalmente eliminar a los infectados del barco. Aunque han abandonado su país, el equipo tiene la esperanza de que algún día regresen para reclamar su tierra.

### Marsella (DLC)
Tras un año del primer brote, una de las hordas de zombis más grandes de Europa se dirige directamente a Marsella, mientras que cuatro miembros de la Resistencia francesa se abren paso por las calles para obtener armas y medicinas antes de que llegue. Pronto se enteran de que una batería de misiles francesa instalada en Fort Niolon al otro lado de la bahía se ha oscurecido, a pesar de su muy necesaria potencia de fuego para detener a la horda en seco. Ofreciéndose como voluntario para investigar, el grupo finalmente llega al fuerte después de luchar a través de una ciudad y una fábrica. Allí, encontraron a los sobrevivientes escondidos en un edificio fortificado y un enjambre gigante de zombis subiendo la colina hacia su posición. Sin tiempo que perder, el grupo se ve obligado a apoderarse de la batería para detener el enjambre. Usando lanzadores de misiles para desencadenar avalanchas que detienen el enjambre, finalmente logran levantar el asedio, y regresa a Marsella al saber que la ciudad está siendo atacada. Al reunirse en Fort Saint-Jean, el grupo organiza una batalla final contra la horda a medida que se acerca la noche, colocando fosos de fuego y sellando brechas en el camino. Abrumados y superados en número, luchan por ponerse en contacto con Fort Niolon ya que sus radios se desactivan en el ataque. Eventualmente señalaron a la batería con una pistola de bengalas, que respondió de la misma manera con un aluvión de misiles que arrasó con gran parte de la horda, salvando así la ciudad.

## Desarrollo
El videojuego fue anunciado el 7 de diciembre de 2017, durante la entrega de premios The Game Awards. Matthew Karch, consejero delegado de Saber Interactive, explicó que el juego apostaría por la tercera persona para presentar la acción. El comportamiento de los zombis sería dictado por cálculos procedurales y no por scripts predefinidos. De esta forma, múltiples elementos condicionan su comportamiento y hacen que cada partida sea diferente. Además, agrega que "la ingente cantidad de enemigos agrupándose en pantalla y el modo en que interaccionan, subiéndose unos sobre otros para llegar a zonas elevadas que serían seguras en otros juegos, es algo único de World War Z". En agosto de 2018, durante el desarrollo de la Gamescom, la desarrolladora anunció que el lanzamiento del videojuego se produciría durante el año 2019. La distribución del juego a nivel internacional estuvo a cargo de la empresa Focus Home Interactive.

## Recepción
Según la página de reseñas Metacritic, el videojuego recibió "revisiones generalmente favorables" para PC y "críticas de positivas a mixtas o promedio" para PS4 de los críticos.